# Tortilla sobaquera

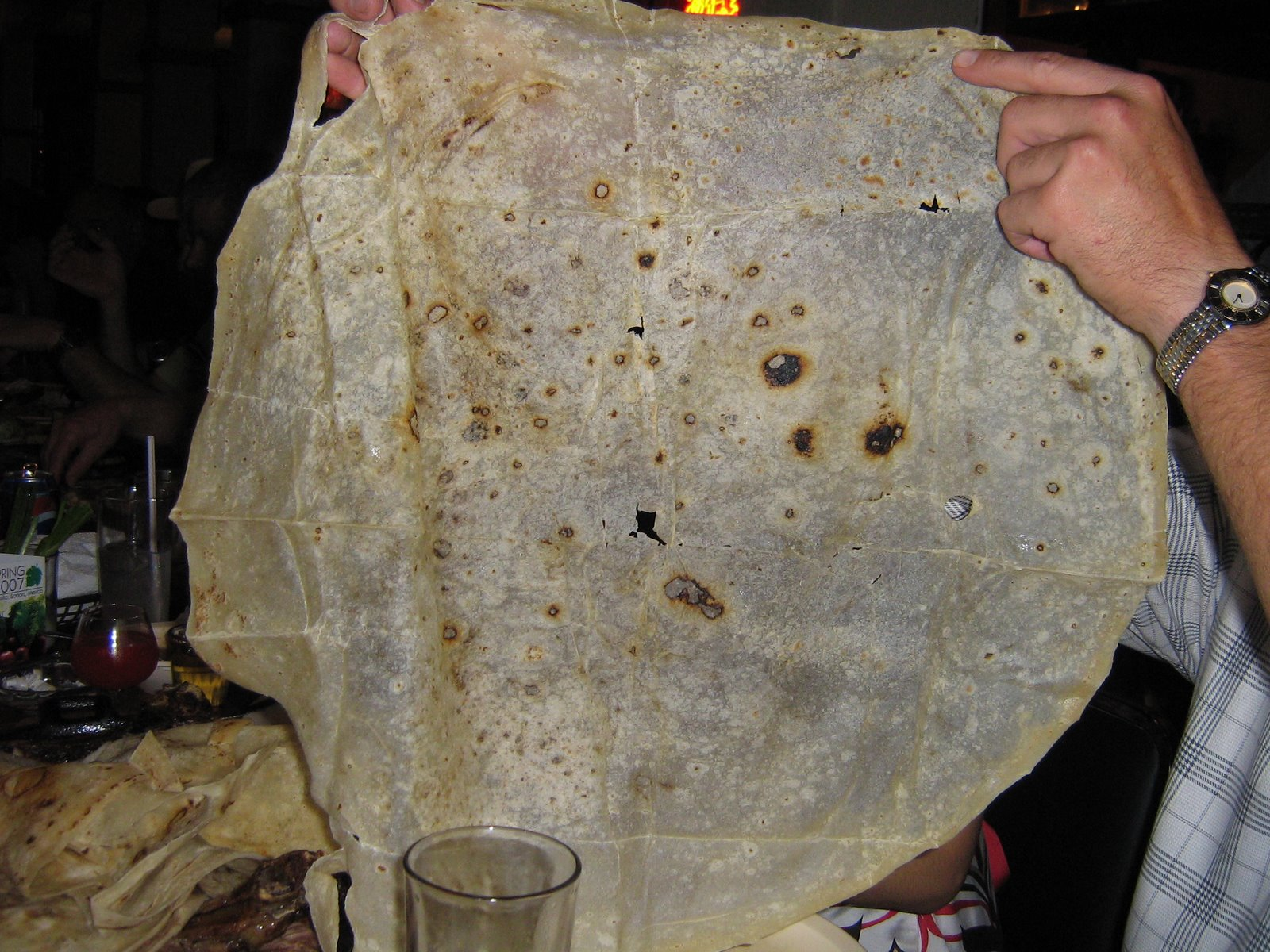
Masa sobaquera lista

Una tortilla de harina de trigo y agua, conocida también como "tortillas grandes" o “tortillas de agua”. Se le ha llamado recientemente tortilla sobaquera derivado de que en principios del siglo XIX las personas que las elaboraban tenían la creencia de que con el sudor de la axila (sobaco en término regional) tenían un mejor sabor. Sobaquera es un término equívoco, que remite a un modo de preparación en el que, presuntamente intervenían los "sobacos" o axilas de la tortillera. Es falso, pues se elaboran a mano, con singular pericia y especial esmero utilizando las manos y la parte inferior de los brazos. Es una preparación de masa de harina de trigo, agua y sal, que tiene forma circular y aplanada con un diámetro aproximado de unos 40 a 60 cm. Es originaria de la región norte del estado de Sonora, México.

## Historia
Originalmente tortillas de agua. Se le llama más comúnmente "sobaquera". Es un nombre de uso reciente (1980 aprox) y de carácter urbano. Mucha gente cree que el nombre es mera burla a la tortilla.
El nombre de sobaquera surgió cuando un reportero llamado Raúl Velazco visitaba el estado de Sonora, el lugar donde se consumen y se producen, y con micrófono en mano y en medio de su programa pregunta por el nombre de las tortillas y una señora en forma de burla le dice sobaqueras, a lo cual el repite en su micrófono, dando por hecho el nombre y es así que le empiezan a llamar. 
El nombre original es tortillas de agua o tortillas grandes.

## Platillos
Se utiliza como acompañante de un sinnúmero de platillos regionales, en particular los conocidos como "burritos", un taco alargado de tortilla "de agua" relleno de varios guisados como carne machaca, colachi de calabacitas con queso, frijoles y queso o carne en chile colorado. También se usa para confeccionar las "chivichangas" conocidas también en el estado de Arizona como  chimichangas; recientemente se confecciona con estas tortillas un platillo novedoso, los  burros percherones que consisten en estas tortillas rellenas de guisados de carne con algunos vegetales. Los "percherones" son una contribución netamente urbana y reciente a la gastronomía Sonorense.